# Lijst van wijken in Berlijn

De 12 Berlijnse districten

Districten en stadsdelen

De Duitse hoofdstad Berlijn is verdeeld in twaalf districten (Verwaltungsbezirke), die elk een eigen bestuur hebben. Deze districten zijn verder opgedeeld in een aantal stadsdelen (Ortsteile). Binnen de stadsdelen bestaan veelal nog verschillende kleinere stadswijken, die echter geen officiële status hebben.
De grenzen van de districten en de stadsdelen volgen grotendeels de grenzen van voormalige dorpen en steden die tot de vorming van Groot-Berlijn (in 1920) zelfstandig waren. De huidige bestuurlijke indeling van Berlijn bestaat sinds 1 januari 2001; voordien telde de stad 23 districten, waarvan er nu een aantal samengevoegd is.
| District                   | Inwoners | Oppervlakte in km² |
| Charlottenburg-Wilmersdorf | 341.428  | 64,72              |
| Friedrichshain-Kreuzberg   | 293.625  | 20,16              |
| Lichtenberg                | 310.088  | 52,29              |
| Marzahn-Hellersdorf        | 289.512  | 61,74              |
| Mitte                      | 397.279  | 39,47              |
| Neukölln                   | 330.284  | 44,93              |
| Pankow                     | 423.407  | 103,01             |
| Reinickendorf              | 268.261  | 89,46              |
| Spandau                    | 255.516  | 91,91              |
| Steglitz-Zehlendorf        | 310.515  | 102,50             |
| Tempelhof-Schöneberg       | 355.068  | 53,09              |
| Treptow-Köpenick           | 291.402  | 168,42             |

## Overzicht van districten, stadsdelen en enkele bekende wijken

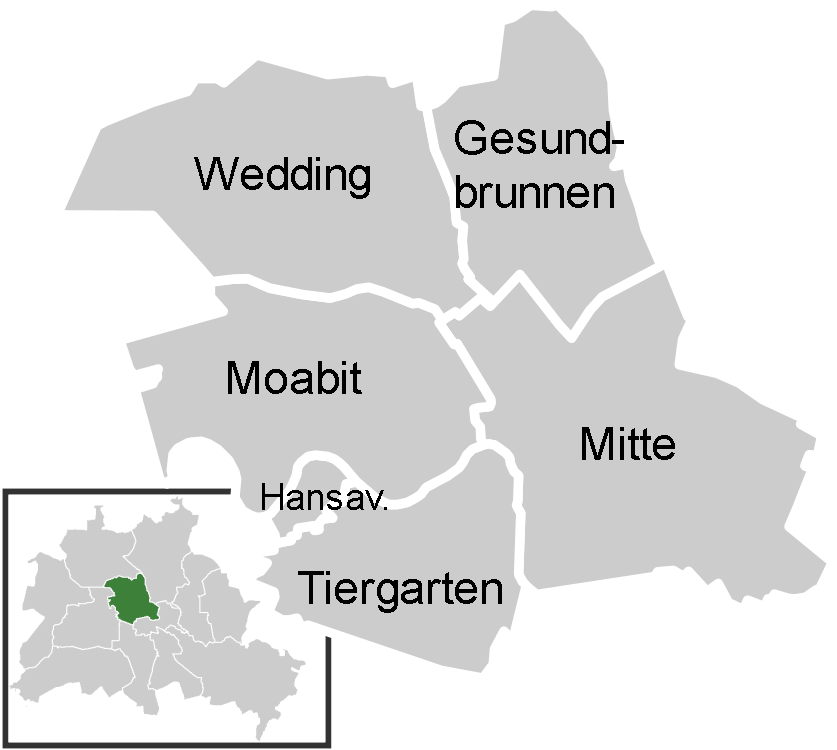
Stadsdelen van Mitte

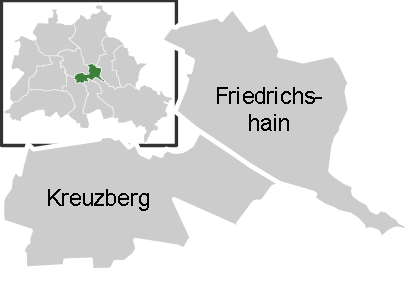
Stadsdelen van Friedrichshain-Kreuzberg

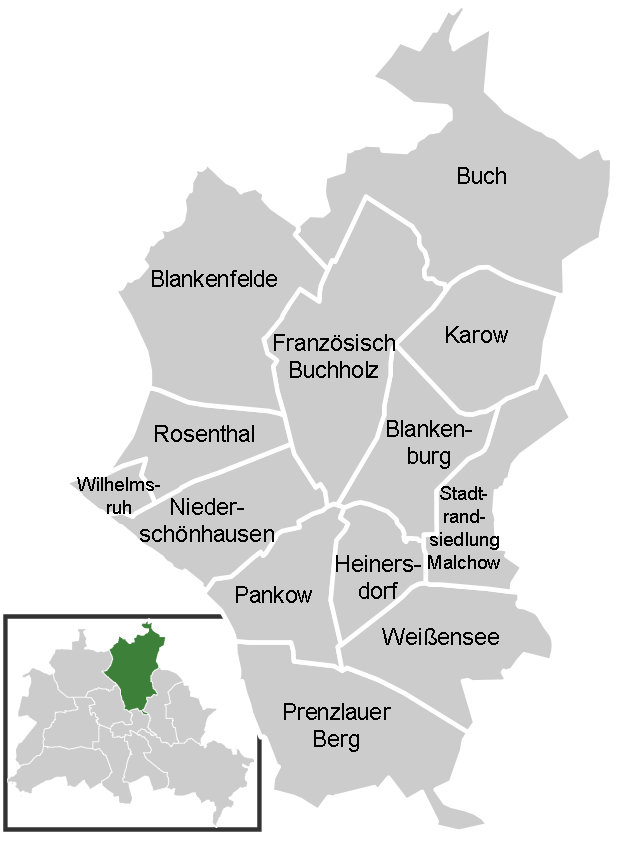
Stadsdelen van Pankow

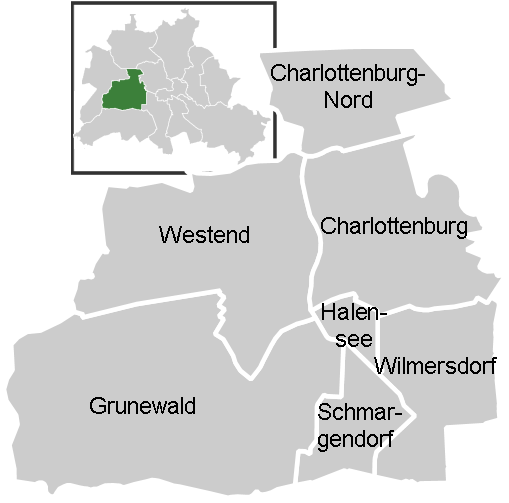
Stadsdelen van Charlottenburg-Wilmersdorf

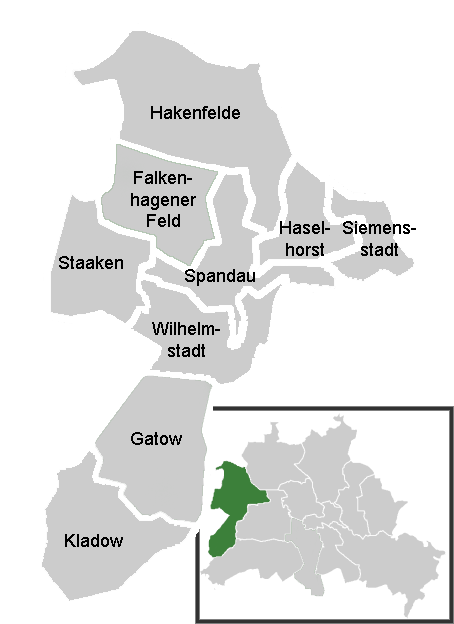
Stadsdelen van Spandau

- 01 Mitte
  - 0101 Mitte
  - 0102 Moabit
  - 0103 Hansaviertel
  - 0104 Tiergarten
  - 0105 Wedding
  - 0106 Gesundbrunnen

- 02 Friedrichshain-Kreuzberg
  - 0201 Friedrichshain
    - Stralau
    - Boxhagen

  - 0202 Kreuzberg
    - SO 36
    - SW 61

- 03 Pankow
  - 0301 Prenzlauer Berg
  - 0302 Weißensee
  - 0303 Blankenburg
  - 0304 Heinersdorf
  - 0305 Karow
  - 0306 Stadtrandsiedlung Malchow
    - Kleingartenanlage Märchenland

  - 0307 Pankow
  - 0308 Blankenfelde
  - 0309 Buch
  - 0310 Französisch Buchholz
  - 0311 Niederschönhausen
    - Schönholz

  - 0312 Rosenthal
    - Nordend

  - 0313 Wilhelmsruh

- 04 Charlottenburg-Wilmersdorf
  - 0401 Charlottenburg
    - Witzleben
    - Martinekenfelde

  - 0402 Wilmersdorf
    - Rheingauviertel

  - 0403 Schmargendorf
  - 0404 Grunewald
  - 0405 Westend
    - Pichelsberg
    - Ruhleben
    - Siedlung Eichkamp
    - Siedlung Heerstraße

  - 0406 Charlottenburg-Nord
    - Jungfernheide
    - Paul-Hertz-Siedlung
    - Plötzensee

  - 0407 Halensee

- 05 Spandau
  - 0501 Spandau
    - Altstadt Spandau
    - Neustadt Spandau
    - Stresow

  - 0502 Haselhorst
  - 0503 Siemensstadt
  - 0504 Staaken
  - 0505 Gatow
  - 0506 Kladow
  - 0507 Hakenfelde
  - 0508 Falkenhagener Feld
  - 0509 Wilhelmstadt
    - Pichelsdorf
    - Tiefwerder
    - Weinmeisterhöhe

- 06 Steglitz-Zehlendorf
  - 0601 Steglitz
    - Südende

  - 0602 Lichterfelde
  - 0603 Lankwitz
  - 0604 Zehlendorf
    - Düppel
    - Schlachtensee
    - Schönow

  - 0605 Dahlem
  - 0606 Nikolassee
  - 0607 Wannsee

- 07 Tempelhof-Schöneberg
  - 0701 Schöneberg
    - Bayerisches Viertel
    - Ceciliengärten
    - Kielgan-Viertel
    - Rote Insel

  - 0702 Friedenau
  - 0703 Tempelhof
  - 0704 Mariendorf
  - 0705 Marienfelde
  - 0706 Lichtenrade

- 08 Neukölln
  - 0801 Neukölln
    - Rixdorf
    - Rollbergsiedlung

  - 0802 Britz
    - Hufeisensiedlung

  - 0803 Buckow
  - 0804 Rudow
  - 0805 Gropiusstadt

- 09 Treptow-Köpenick
  - 0901 Alt-Treptow
  - 0902 Plänterwald
  - 0903 Baumschulenweg
    - Späthsfelde

  - 0904 Johannisthal
    - Königsheide

  - 0905 Niederschöneweide
    - Oberspree

  - 0906 Altglienicke
  - 0907 Adlershof
    - Köllnische Heide
    - Wissenschaftsstadt

  - 0908 Bohnsdorf
  - 0909 Oberschöneweide
    - Wuhlheide

  - 0910 Köpenick
    - Altstadt Köpenick
    - Dammfeld
    - Dammvorstadt
    - Elsengrund
    - Kämmereiheide
    - Kietzer Feld
    - Köllnische Vorstadt
    - Spindlersfeld
    - Uhlenhorst
    - Wendenschloß
    - Wolfsgarten

  - 0911 Friedrichshagen
    - Hirschgarten

  - 0912 Rahnsdorf
    - Hessenwinkel
    - Wilhelmshagen

  - 0913 Grünau
  - 0914 Müggelheim
    - Ludwigshöhe
    - Siedlung Schönhorst

  - 0915 Schmöckwitz
    - Schmöckwitzwerder
    - Rauchfangswerder
    - Karolinenhof

- 10 Marzahn-Hellersdorf
  - 1001 Marzahn
    - Ahrensfelde

  - 1002 Biesdorf
  - 1003 Kaulsdorf
  - 1004 Mahlsdorf
  - 1005 Hellersdorf

- 11 Lichtenberg
  - 1101 Friedrichsfelde
  - 1102 Karlshorst
  - 1103 Lichtenberg
  - 1104 Falkenberg

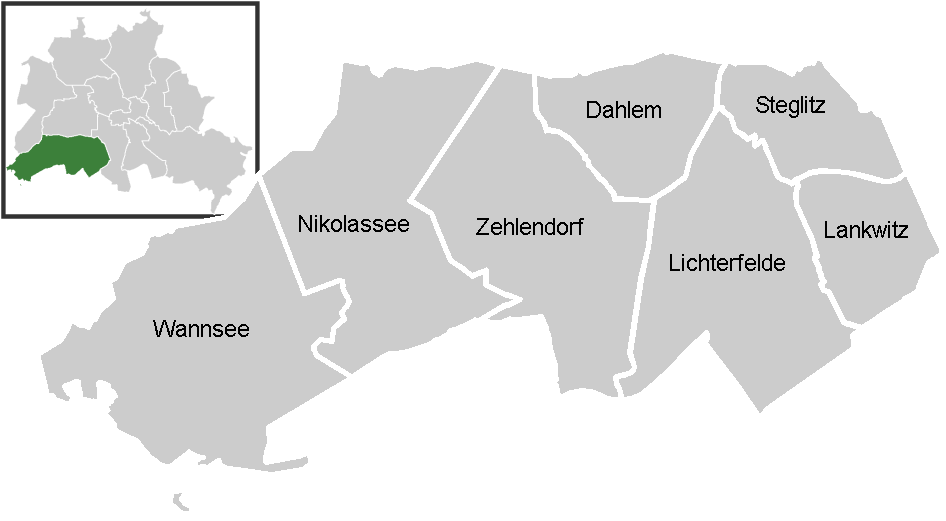
Stadsdelen van Steglitz-Zehlendorf

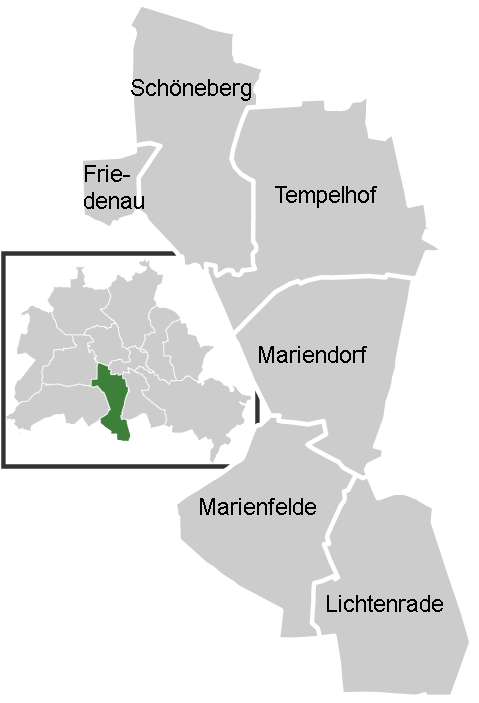
Stadsdelen van Tempelhof-Schöneberg

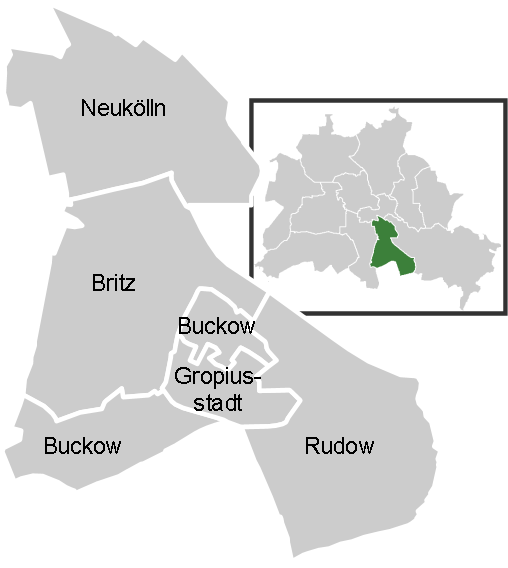
Stadsdelen van Neukölln

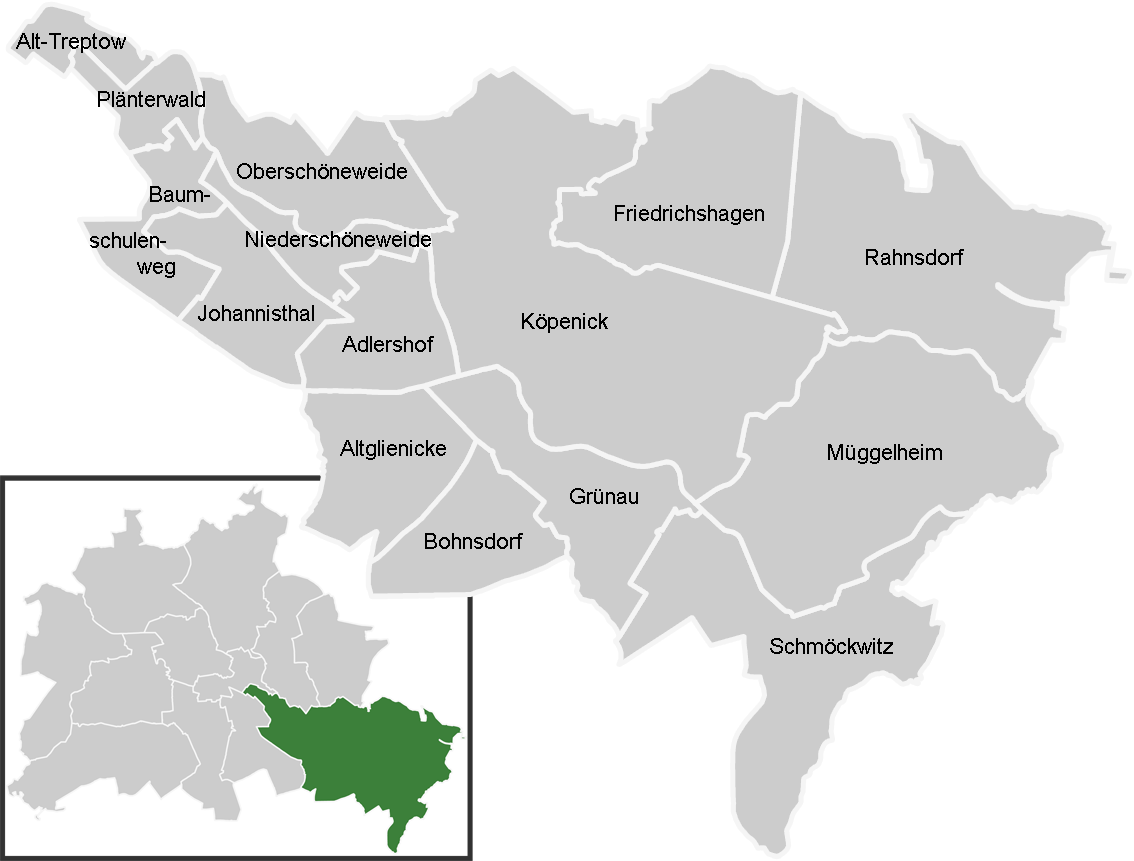
Stadsdelen van Treptow-Köpenick

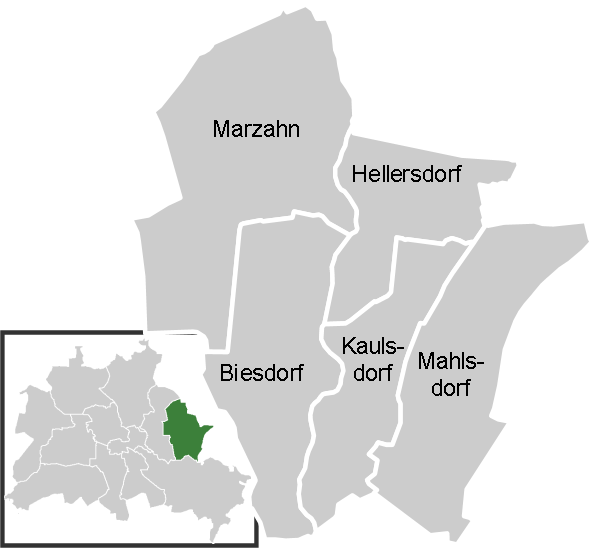
Stadsdelen van Marzahn-Hellersdorf

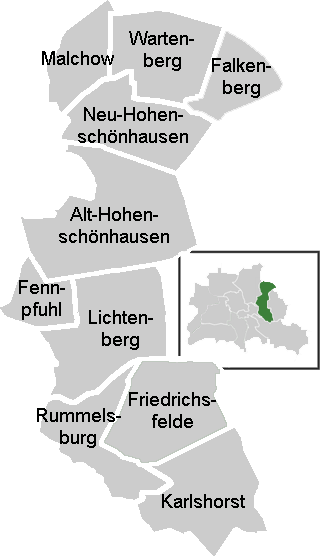
Stadsdelen van Lichtenberg

  - 1105 Hohenschönhausen in 2002 hernoemd tot Alt-Hohenschönhausen
  - 1106 Malchow
  - 1107 Wartenberg
  - 1109 Neu-Hohenschönhausen in 2002 gevormd uit delen van 1104, 1106 en 1107
  - 1110 Alt-Hohenschönhausen sinds 2002 de nieuwe naam van 1105 Hohenschönhausen
  - 1111 Fennpfuhl
  - 1112 Rummelsburg
    - Victoriastadt

- 12 Reinickendorf
  - 1201 Reinickendorf
  - 1202 Tegel
    - Alt-Tegel

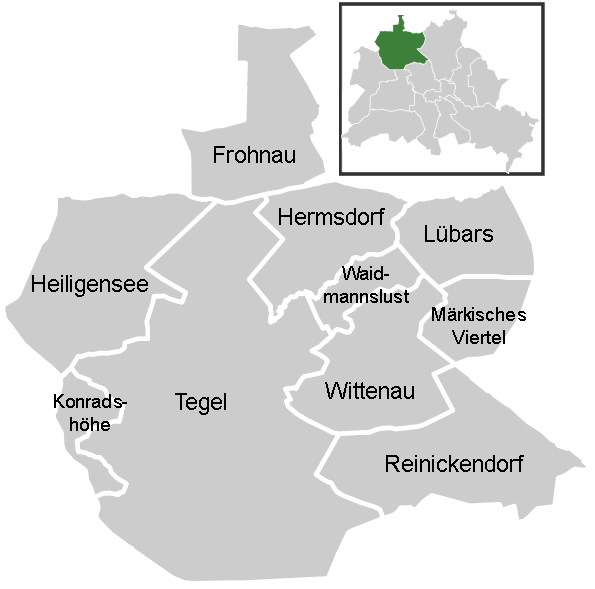
Stadsdelen van Reinickendorf

    - Tegel-Süd (gepland stadsdeel 1213)
    - Cité Guynemer

  - 1203 Konradshöhe
    - Tegelort (gepland stadsdeel 1212)
    - Jörsfelde

  - 1204 Heiligensee
    - Schulzendorf

  - 1205 Frohnau
  - 1206 Hermsdorf
  - 1207 Waidmannslust
    - Cité Foch

  - 1208 Lübars
  - 1209 Wittenau
    - Borsigwalde (gepland stadsdeel 1211)

  - 1210 Märkisches Viertel